# Compagnie du chemin de fer de Lyon à la Méditerranée
La Compagnie du chemin de fer de Lyon à la Méditerranée est une société anonyme créée en 1852 sous le nom de Compagnie du chemin de fer de Lyon à Avignon. La dénomination est changée la même année à la suite de l'absorption de quatre autres compagnies de chemin de fer du sud-est de la France. Elle disparaît cinq ans plus tard pour former la Compagnie des chemins de fer de Paris à Lyon et à la Méditerranée.

## Histoire
Une loi du 8 juillet 1852 approuve la convention passée le 19 juin 1852 entre le Ministre des travaux publics et la Compagnie du chemin de fer de Lyon à Avignon. Cette convention définit les conditions de la cession faite à la compagnie de Lyon à Avignon, des concessions et baux détenus par :
- la Société anonyme du chemin de fer de Montpellier à Cette ;
- la Compagnie des Mines de la Grand’Combe et des chemins de fer du Gard ;
- la Compagnie d'exploitation du chemin de fer de Montpellier à Nîmes ;
- la Compagnie du chemin de fer de Marseille à Avignon.

Les six concessions (chemins de fer de Lyon à Avignon, de Montpellier à Cette, d'Alais à Beaucaire, d'Alais aux mines de la Grand'Combe, de Montpellier à Nîmes et de Marseille à Avignon) sont réunies en une seule sous le titre de Chemin de fer de Lyon à la Méditerranée. Par ailleurs, cette même convention concède à la compagnie de Lyon à Avignon, les Chemins de fer de Rognac à Aix et de Marseille à Toulon.
Le 18 novembre 1852, la Compagnie du chemin de fer de Lyon à Avignon change de dénomination pour prendre celle de Compagnie du chemin de fer de Lyon à la Méditerranée.
La Compagnie du chemin de fer de Lyon à la Méditerranée disparait, absorbée dans la fusion, le 19 juin 1857, des compagnies suivantes :
- la Compagnie du chemin de fer de Paris à Lyon ;
- la Société du chemin de fer de Paris à Lyon par le Bourbonnais ;
- la Compagnie du chemin de fer de Lyon à Genève ;
- la Compagnie du chemin de fer Grand-Central de France (en partie).

Ainsi sera formée la Compagnie des chemins de fer de Paris à Lyon et à la Méditerranée.